# Восточная стивидорная компания
«Восточная стивидорная компания» (сокр. ВСК) — контейнерный терминал в морском порту Восточный. 
Один из крупнейших на Дальнем Востоке России. Компания специализируется на перевалке контейнеров импортного, экспортного, каботажного и транзитного направлений, а также оказывает все виды стивидорных и экспедиторских услуг. Глубина причалов терминала позволяет обрабатывать суда водоизмещением до 62 тыс. тонн. Полное наименование — Общество с ограниченной ответственностью «Восточная стивидорная компания».

## История

### Советское предприятие
Контейнерный терминал порта Восточный был построен в 1973 году. Строительство первого на Дальнем Востоке специализированного терминала для обработки крупнотоннажных контейнеров было связано с началом перевозок по Транссибу контейнеров международного стандарта из Японии в страны Западной Европы. Терминал был способен транспортировать 70 тысяч контейнеров в год. В 1976 году контейнерный терминал начал работу. Он был оснащён высокопроизводительным перегрузочным оборудованием.
С вводом контейнерных терминалов в портах Находка и Восточный заработала Трансконтинентальная (Транссибирская) контейнерная линия. С 1977 года контейнерный терминал принял на себя весь контейнеропоток восточного направления. Контейнерный терминал осуществлял отгрузку контейнеров, прибывших по Транссибирской магистрали из разных стран Европы, в первую очередь японским и другим зарубежным получателям (1980). Он содействовал утверждению на международном рынке транспортных услуг нового «сухопутного моста», который связал Тихий океан с Балтикой (1982).

### Частная компания
Терминал был рассчитан на переработку 250 тысяч стандартных контейнеров в год. В 1983 году был достигнут его высший уровень — 112 тысяч. По данным на 1997 год он снизился до 22 тысяч. В 1998 году по Транссибу был запущен первый ускоренный контейнерный поезд по маршруту Находка-Восточная — Брест. По данным на 1999 год контейнерный терминал играл важную роль в контейнерной системе России и мира, будучи тихоокеанскими воротами Трансевразийского контейнерного моста.
«Восточная стивидорная компания» создана в 2004 году на базе контейнерного терминала порта Восточный, введённого в эксплуатацию в 1976 году. 
По состоянию на 2025 год, общая площадь терминала составляет 128 га. ВСК располагает четырьмя причалами общей протяжённостью 1284 метра. Пропускная способность — 700 000 TEU в год. Емкость склада (на январь 2024 года) 39 000 TEU. Имеются подъездные пути к станции Находка-Восточная, 3 железнодорожных фронта.
ВСК является ключевым пунктом перевалки транзитных грузов, следующих по МТК «Приморье-1» из северо-восточных провинций Китая по территории Приморья РФ для дальнейшей отправкой морем в восточные порты Китая и страны АТР.
В  2021 и 2022 годах АСОП признала «Восточную стивидорную компанию» лучшей среди контейнерных терминалов РФ.
Единственный в России терминал, способный разгружать самые крупные в мире контейнеровозы: водоизмещением 170 тысяч тонн, длиной 400 м, вместимостью 16,5 тысяч контейнеров.
Контейнерооборот «Восточной стивидорной компании» в 2024 году составил 502 тыс.TEU.

## Санкции
23 февраля 2024 года власти США включили компанию в блокирующий санкционный список за то, что по их мнению она участвовала в передаче боеприпасов из КНДР в Россию. Власти страны отмечали что через  «Восточную стивидорную компанию» в Россию, по их оценке, было доставлено более 7400 контейнеров с боеприпасами и материалами к ним. 17 мая 2024 года, по аналогичному основанию, компания была внесена в санкционные списки Великобритании и Австралии. Ранее, 19 октября 2022 года, компания была включена в санкционный список Украины.
24 июня 2024 года компания включена в санкционные списки стран Европейского союза:

"Восточная стивидорная компания" осуществляет перевозку контейнеров в порту Восточный в Приморском крае России. КНДР поставляет оружие и боеприпасы в морских контейнерах в порты Дальнего Востока, в том числе в порт Восточный. Россия использует оружие и боеприпасы поставляемые из КНДР в своей агрессивной войне против Украины.— «Официальный журнал Европейского союза», Брюссель, 24 июня 2024 года